# Combretum pecoense
Combretum pecoense är en tvåhjärtbladig växtart som beskrevs av Arthur Wallis Exell. Combretum pecoense ingår i släktet Combretum och familjen Combretaceae. Inga underarter finns listade i Catalogue of Life.